# Core Animation
Core Animation — framework, розроблений компанією Apple Inc. для роботи із анімацією. Дана технологія використовується у OS X (Mac OS X Leopard та вище), iOS, watchOS та tvOS. Перше публічне представлення технології відбулось 7 серпня на WWDC 2006.

## Призначення
Core Animation — це інфраструктура рендерингу графіки та анімації, доступна як на iOS, так і на OS X, яку ви використовуєте для анімації зображень та інших візуальних елементів вашого додатку. За допомогою Core Animation більша частина роботи, необхідної для малювання кожного кадру анімації, виконується за вас. Все, що вам потрібно зробити, це налаштувати кілька параметрів анімації (наприклад, початкову і кінцеву точки) і сказати Core Animation, щоб вона почала роботу. Core Animation робить решту, передаючи більшу частину фактичної роботи з малювання вбудованому графічному обладнанню для прискорення рендерингу. Це автоматичне прискорення графіки призводить до високої частоти кадрів і плавної анімації, не перевантажуючи центральний процесор і не сповільнюючи роботу вашого додатка.
Core Animation не є системою для малювання. Це інфраструктура для компонування та маніпулювання контентом вашого додатку в апаратному забезпеченні. В основі цієї інфраструктури лежать об'єкти шарів, які ви використовуєте для керування та маніпулювання контентом. Шар фіксує ваш вміст у растрове зображення, яким можна легко маніпулювати за допомогою графічним обладнанням. У більшості програм шари використовуються для керування вмістом подання, але ви також можете створювати окремі шари залежно від ваших потреб.